# Giải Oscar cho trợ lý đạo diễn xuất sắc nhất
Giải Oscar cho trợ lý đạo diễn xuất sắc nhất là một trong các giải Oscar được Viện Hàn lâm Khoa học và Nghệ thuật Điện ảnh trao tặng cho trợ lý đạo diễn xuất sắc nhất của một phim. Giải này được trao từ năm 1933 tới năm 1937. Sau đó giải này bị bãi bỏ.
Dưới đây là danh sách những người đoạt giải và những người được đề cử theo từng năm. Trong năm đầu, giải này không nói tới phim đặc biệt nào:
- 1933 Những người đoạt giải
  - Charles Barton (Paramount)
  - Rick James (Universal)
  - Charles Dorian (MGM)
  - Fred Fox (United Artists)
  - Gordon Hollingshead (Warner Bros.)
  - Dewey Starkey (RKO Radio)
  - William Tummel (Fox)
- 1933 Những người được đề cử thêm
  - Al Alleborn (Warner Bros.)
  - Sid Brod (Paramount)
  - Orville O. Dull (M-G-M)
  - Percy Ikerd (Fox)
  - Arthur Jacobson (Paramount)
  - Edward Killy (RKO Radio)
  - Joseph A. McDonough (Universal)
  - William J. Reiter (Universal)
  - Frank Shaw (Warner Bros.)
  - Ben Silvey (UA)
  - John Waters (M-G-M)
- 1934 John Waters - Viva Villa!
  - Scott Beal - Imitation of Life
  - Cullen Tate - Cleopatra
- 1935 Clem Beauchamp và Paul Wing - The Lives of a Bengal Lancer
  - Joseph Newman - David Copperfield
  - Eric G. Stacey - Les Misérables
  - Sherry Shourds - A Midsummer Night's Dream (Write In)
- 1936 Jack Sullivan - The Charge of the Light Brigade
  - Clem Beauchamp - The Last of the Mohicans
  - William Cannon - Anthony Adverse
  - Joseph Newman - San Francisco
  - Eric G. Stacey - The Garden of Allah
- 1937 Robert Webb - In Old Chicago
  - Charles C. Coleman - Lost Horizon
  - Russ Saunders - Cuộc đời Émile Zola (phim)
  - Eric Stacey - A Star Is Born
  - Hal Walker - Souls at Sea